# Lista episoadelor din Kid vs Kat
Aceasta este lista episoadelor serialului Kid vs. Kat, difuzat pe Disney Channel. 
Momentan serialul are numai un sezon.

## Sezonul 1(2009-2010)
| # | Titlu                                                                                                 | Premieră Canada    | Premieră România | Codul de producție |
| 1 | "Să Înceapă Jocurile / Noaptea Pisicii Zombie" "Let the Games Begin / Night of the Zombie Kat"        | 25 octombrie 2008  | Difuzat          | 101                |
| Sora mai mică a lui Coop aduce o pisică extraterestru iar Coop îi scoate zgarda de extraterestru, stricându-i funcția de teleportare; După ce a urmărit un film horror, Kat folosește făină să își facă blana albă și să îl sperie pe Coop. Observatii: Pe 15 decembrie 2009 au fost dificultati in transmiterea acestui episod.                     | |                    |                  |                    |
| 2 | "Infractorii Vor Fi Persecutați /Oh-eu-oh Miau" "Trespassers Will Be Persecuted / Oh Me-Oh Meow"      | 30 decembrie 2008  | Difuzat          | 102                |
| Bătrâna doamnă Munson îi interzice lui Coop și jucăriile lui să intre în spațiul ei. După ce a miaunat prea mult, Kat este forțat să poate o zgardă specială, la sfârșit Coop intră în mari belele deoarece Kat îi pune zgarda pe piciorul lui. | |                    |                  |                    |
| 3 | "Să Nu Mă Părăsiți/ Biscuiții" "Do Not Fort Sake Me / Cookie D'Uh"                                    | 31 decembrie 2008  | Difuzat          | 103                |
| Coop și Dennis construiesc o fortăreață în copac, unde Kat folosește zgarda pentru a-i da putere deoarece fortăreața era foarte înaltă, așa că pisica s-a urcat în copac și a început să comunice cu alți extrtereștri ; Coop este acuzat că fură prăjituri.                                                                                         | |                    |                  |                    |
| 4 | "Pisico-rața / Răzbunarea" "Nip/Duck / Search and De-Toy"                                             | 1 ianuarie 2009    | Difuzat          | 104                |
| Coop este determinat să afle adevărul despre Kat când misterioasele raze X ale lui Kat au fost distruse ; Lui Coop îi trebuie un plan să salveze elicopterul de la bătrâna doamnă Munson. | |                    |                  |                    |
| 5 | "Răceala lui Coop / Manifestarea Clasei" "Flu The Coop / Class Act"                                   | 2 ianuarie 2009    | Difuzat          | 105                |
| Coop este tensinoat când racit, este forțat să stea acasă iar Kat îl torturează ; Coop și Dennis folosesc un truc magic să îl facă pe Kat să dispară, dar mai tarziu, ei află că el vrea să îi pacalească pe tatăl si sora lui Coop pentru a pica Coop prost.                                                                                        | |                    |                  |                    |
| 6 | "Pisica Hipnotizată / Alergia" "Hypno Kat / The Allergy"                                              | 7 februarie 2009   | Difuzat          | 106                |
| Una din jucăriile lui Kat face ca toate pisicile din oraș să fie hipnotizate; Coop vine cu un plan perfect ca să îl dea pe Kat afară din casă. El îl convinge pe tatăl său ca alergia lui de la Kat devine prea greu de mânuit, dar roata norocului se întoarce.                                                                                     | |                    |                  |                    |
| 7 | "Eu și lipiciul / O să -ti para rau" "Just Me and Glue / You'll Be Show Sorry"                        | 21 februarie 2009  | Difuzat          | 107                |
| Mâinile lui Coop și Kat sunt lipite accidental, iar Kat a programat noul Războinic Mecanizat ca să îl distrugă pe Coop ; Singurul motiv prin care pot "coopera" Kat și Coop este la un concurs local al pisicilor. Se va câștiga o mulțime de Fishy Frisky Bits, mâncarea favorită a lui Kat.                                                        | |                    |                  |                    |
| 8 | "Cum am trecut testul / Sunt bine, Tu ești o pisică" "How the Test Was Won / I'm Okay You're a Kat"   | 7 martie 2009      | Difuzat          | 108                |
| Deoarece Coop se pregătea pentru un test mare, Kat vine cu multe soluții să îl distragă din învățat; O casetă de automotivare schimbă personalitățile lui Coop și a tatălui său, dar apoi casetele sunt editate de Kat. | |                    |                  |                    |
| 9 | "Atentie la varco-pisica / Ne Dați Ori Nu Ne Dați" "Beware The Were-Coop / Trick or Threat"           | 24 octombrie 2009  | Difuzat          | 109                |
| După ce Kat l-a zgâriat pe Coop sub lună plină, el crede ca se transformă într-o vârco-pisică; De Halloween, Coop și Dennis plănuiesc să meargă cu "Ne dați sau nu ne dați". Kat încearcă să comunice cu planeta sa natală. Notă: Acesta a fost primul Halloween.                                                                                    | |                    |                  |                    |
| 10 | "Caut dădacă ! / Iarba este mereu tăiată" "Dial B For Babysitter / The Grass is Always Meaner"        | 28 februarie 2009  | Difuzat          | 110                |
| Coop este forțat să stea alături de Kat, Bătrâna Doamnă Munson și cățelul ei, Growler; Coop vine cu un plan ca să facă bani să cumpere Casca Căpitanului Blasteroid tăind iarba Doamnei Munson, Kat încercând să îi oprească pe Dennis și Coop făcând iarba să crească, apoi folosind baloane din casca lui Dennis ca să o găsească și să o picteze. | |                    |                  |                    |
| 11 | "O Familie Fericita / Excursioniști Fericiți" "One Big, Happy Family / Happy Campers"                 | 14 martie 2009     | Difuzat          | 111                |
| Pentru a dovedi că Kat este sursa tuturor problemelor, Coop decide să petreacă orice moment cu tatăl său ; Familiile lui Coop și Dennis se luptă într-o provocare de tabără. | |                    |                  |                    |
| 12 | "Flota Americii / Joacă-te În Gheață "U.F. Float / Play N'Ice"                                        | 21 martie 2009     | Difuzat          | 112                |
| Gașca creează un O.Z.N pentru o paradă locală ; Un patinoar din curtea din spate îi creează probleme lui Kat care dorește să își facă provizii pentru iarnă. | |                    |                  |                    |
| 13 | "Casa Țipetelor / Devierea PlanetarăTitluri neoficiale" "House of Scream / Planter's Warp"            | 28 martie 2009     | Difuzat          | 113                |
| Tatăl transformă o casă într-o casă bântuită și Kat folosește această oportunitate să îl distrugă pe Coop ; Kat transformă toate plantele din casă îm creaturi gigantice. | |                    |                  |                    |
| 14 | "Blestemul mormantului pisicutei-tutan / Pisicuta suparata" "Curse of Tutankitty's Tomb / Pet Peeved" | 19 septembrie 2009 | Difuzat          | 114                |
| Kat găsește un cavou care are aceeași inscripție ca zgarda sa și încearcă să îl deschidă ; Când Millie este preocupată cu altceva, Coop sesizează că aceasta este o oportunitate să îl dea pe Kat afară din casă, dar in final toți sunt fericiți, cu excepția lui Coop.                                                                             | |                    |                  |                    |
| 15 | "Nu-mi Da Nimic Static / Furtună DrenatăTitluri neoficiale" "Don't Give Me No Static / Storm Drained" | 26 septembrie 2009 | Difuzat          | 115                |
| Coop împrumută unul din experimentele lui Kat pentru o proiect la științe. Din păcate, lucurile iau o întorsătură rea ; Mașina de schimbat a vremii poate întrerupe jocul de baseball anual al Bootsville-ului cu rivalii lor, Timber Lake. | |                    |                  |                    |
| 16 | "Afacerea biscuiților cu gust de pește" "Fishy Frisky Business / Teed Off"                            | 3 octombrie 2009   | Difuzat          | 116                |
| Lui Coop este interzisă intrarea intr-un magazin de alimente. | |                    |                  |                    |
| 17 | "Kid vs. Kat vs. Crăciun" "Kid vs. Kat vs. Christmas"                                                 | 19 decembrie 2009  | Difuzat          | 117                |
| Lui Kat i se face dor de casă în timp ce Coop se bucură de venirea bunicilor. . Va fi lansat și un sezon 2 al acestui serial, cu 52 de episoade și 13 episoade scurte. Este planificat să apară la începutul lui 2011. | |                    |                  |                    |